# Gouvernement Puig I
 Communauté valencienne
Fabra Puig II
Le gouvernement Puig I est le gouvernement de la Communauté valencienne entre le 29 juin 2015 et le 17 juin 2019, durant la IXe législature du Parlement valencien. Il est présidé par Ximo Puig.

## Historique
Le 25 juin 2015, à l'issue d'un débat parlementaire au cours duquel il annonce la création d'un bureau anti-fraude et anti-corruption et la réouverture de la télévision publique régionale, Ximo Puig est investi président de la Généralité valencienne par 50 voix pour, 44 contre et 5 abstentions, bénéficiant du soutien de la Coalition Compromís et Podemos, qui n'intégre pas le gouvernement régional. Sa nomination est effective le 27 juin. Il est le deuxième socialiste à occuper cette fonction, vingt ans après la défaite de Joan Lerma.

## Composition

### Initiale (29 juin 2015)
| Fonction | Titulaire | Titulaire                    | Parti     |
| --- | --------- | ---------------------------- | --------- |
| Président |           | Ximo Puig                    | PSOE      |
| Vice-présidente Conseillère à l'Égalité et aux Politiques inclusives Secrétaire et porte-parole du Conseil    |           | Mónica Oltra                 | Compromís |
| Conseiller aux Finances et au Modèle économique                                                               |           | Vicent Soler i Marco         | PSOE      |
| Conseillère à la Justice, aux Administrations publiques, aux Réformes démocratiques et aux Libertés publiques |           | Gabriela Bravo Sanestanislao | PSOE      |
| Conseiller à l'Éducation, à la Recherche, à la Culture et aux Sports                                          |           | Vicent Marzà Ibáñez          | Compromís |
| Conseillère à la Santé universelle et à la Santé publique                                                     |           | Carmen Montón                | PSOE      |
| Conseiller à l'Économie durable, aux Secteurs productifs, au Commerce et au Travail                           |           | Rafael Climent González      | Compromís |
| Conseillère à l'Agriculture, à l'Environnement, au Changement climatique et au Développement rural            |           | Elena Cebrián Calvo          | Sans      |
| Conseillère au Logement, aux Travaux publics et à l'Aménagement du territoire                                 |           | María José Salvador          | PSOE      |
| Conseiller à la Transparence, à la Responsabilité sociale, à la Participation et à la Coopération             |           | Manuel Alcaraz Ramos         | Compromís |

### Remaniement du7 juin 2018
- Les nouveaux conseillers sont indiqués en gras, ceux ayant changé d'attributions en italique.

| Fonction | Titulaire | Titulaire                                                | Parti     |
| --- | --------- | -------------------------------------------------------- | --------- |
| Président |           | Ximo Puig                                                | PSOE      |
| Vice-présidente Conseillère à l'Égalité et aux Politiques inclusives Secrétaire et porte-parole du Conseil    |           | Mónica Oltra                                             | Compromís |
| Conseiller aux Finances et au Modèle économique                                                               |           | Vicent Soler i Marco                                     | PSOE      |
| Conseillère à la Justice, aux Administrations publiques, aux Réformes démocratiques et aux Libertés publiques |           | Gabriela Bravo Sanestanislao                             | PSOE      |
| Conseiller à l'Éducation, à la Recherche, à la Culture et aux Sports                                          |           | Vicent Marzà Ibáñez                                      | Compromís |
| Conseillère à la Santé universelle et à la Santé publique                                                     |           | Ana Barceló Chico                                        | PSOE      |
| Conseiller à l'Économie durable, aux Secteurs productifs, au Commerce et au Travail                           |           | Rafael Climent González                                  | Compromís |
| Conseillère à l'Agriculture, à l'Environnement, au Changement climatique et au Développement rural            |           | Elena Cebrián Calvo                                      | Sans      |
| Conseillère au Logement, aux Travaux publics et à l'Aménagement du territoire                                 |           | María José Salvador (jusqu'au 16/05/2019) Ximo Puig a.i. | PSOE      |
| Conseiller à la Transparence, à la Responsabilité sociale, à la Participation et à la Coopération             |           | Manuel Alcaraz Ramos                                     | Compromís |